# Joseph Francisco
Joseph S. Francisco (nacido en 1955) es el Profesor Distinguido William E. Moore de Química física en la Purdue University en West Lafayette, Indiana. Se licenció por la University of Texas at Austin en 1977 y se doctoró en el Massachusetts Institute of Technology (MIT) en 1983. Realizó investigaciones postdoctorales en la Universidad de Cambridge (1983-85) y en el MIT en 1985. Fue miembro de la John Simon Guggenheim Memorial Foundation (Fundación Guggenheim) en 1993 y presidente de la Organización nacional para el fomento profesional de los químicos e ingenieros químicos negros entre 2005 y 2007. Ha sido nombrado recientemente presidente de la American Chemical Society para 2010. Es también miembro de la American Association for the Advancement of Science, la American Physical Society. y un Guggenheim Fellow.

## Áreas de trabajo
Realiza y dirige trabajos de investigación sobre estudios teóricos y experimentales básicos en espectroscopia, cinética y fotoquímica de especies químicas transitorias en fase gaseosa. Estas sustancias juegan un importante papel en la química de la atmósfera y en procesos bioquímicos y en combustiones.
Las áreas específicas de interés son:
- Determinaciones espectroscópicas de transiciones electrónicas y vibracionales en radicales libres.
- Medida de la cinética de reacciones elementales en fase gaseosa en las que intervienen radicales libres y mecanismos de reacción complejos.
- Características de procesos fotoquímicos primarios que afectan a radicales libres.

## Publicaciones
Posee casi 400 publicaciones en diversos ámbitos de la Química física y la Química de la atmósfera. Entre ellas destacan:
- Du S. Y.;Francisco, J. S.;Schenter, G. K.;Iordanov, T. D.;Garrett, B. C.;Dupuis, M.;Li, J., The OH radical-H2O molecular interaction potential . Journal of Chemical Physics 2006 , 124.

- Francisco J. S., Ab initio study of the structure, bonding, vibrational spectra, and energetics of XBS+ (where X=H, F, and Cl) . Journal of Chemical Physics 2006 , 124.

- Rosado-Reyes C. M.;Francisco, J. S., Atmospheric oxidation pathways of acetic acid . Journal of Physical Chemistry A 2006 , 110 , 4419-4433.